# Josef Melichar
Josef Melichar (* 20. Januar 1979 in České Budějovice, Tschechoslowakei) ist ein ehemaliger tschechischer Eishockeyspieler, der während seiner Karriere unter anderem für die Pittsburgh Penguins und Carolina Hurricanes in der National Hockey League spielte.

## Karriere
Josef Melichar begann seine Karriere im Nachwuchs des tschechischen Erstligisten HC České Budějovice, bevor er während des NHL Entry Draft 1997 in der dritten Runde als 71. Spieler von den Pittsburgh Penguins ausgewählt wurde. Anschließend spielte er zwei Junior-Spielzeiten bei den Tri-City Americans, die ihn beim CHL Import Draft 1997 in der ersten Runde als insgesamt elften Spieler gezogen hatten, in der Western Hockey League und wurde 1998 für die Bill Hunter Memorial Trophy, mit der der beste Verteidiger der Liga ausgezeichnet wird, nominiert.
Seine erste Profisaison verbrachte der Tscheche im Spieljahr 1999/2000 bei den Wilkes-Barre/Scranton Penguins in der American Hockey League. Als einziger Spieler der Mannschaft spielte er in allen 80 Saisonspielen. Im Oktober 2000 gab er als 21-Jähriger sein NHL-Debüt und kam in der Spielzeit 2000/01 insgesamt auf 18 Partien für die Pittsburgh Penguins. Meist wurde er aber bei den Wilkes-Barre/Scranton Penguins eingesetzt und erreichte mit der Mannschaft die AHL-Playoffs, doch das Finale um den Calder Cup ging verloren.
Wegen einer schweren Schulterverletzung zum Ende der Saison 2001/02 konnte er in der folgenden Spielzeit nach anhaltenden Problemen nur acht Spiele bestreiten. Nach weiteren Schulterverletzungen reiste er im Sommer 2003 in das Trainingscamp mit dem Rest des Teams und wieder verletzte er sich an derselben Stelle. Dennoch war die Verletzung nicht so schwer, so dass er in allen 82 Spielen der Saison 2003/04 spielen konnte. In dieser Spielzeit erzielte er in seiner insgesamt 137. NHL-Partie sein erstes Tor.
Während des Ausfalls der NHL-Saison 2004/05 spielte Melichar beim HC Sparta Prag in seiner tschechischen Heimat und kehrte im Sommer 2005 zu den Penguins zurück. Am 11. März 2006 wurde er zum Assistenzkapitän bei den Penguins bestimmt. In der Saison 2007/08 stand Melichar beim schwedischen Erstligisten Linköpings HC unter Vertrag, verbrachte aber den Beginn der Saison bei seinem Heimatklub in České Budějovice, da er so einen steuervergünstigten Halbjahresvertrag in Schweden erhielt. Mit dem LHC wurde er 2008 schwedischer Vizemeister.
Am 1. Juli 2008 wurde Melichar von den Carolina Hurricanes verpflichtet, die ihn am 7. Februar 2009 zusammen mit Wade Brookbank und einem Viertrundenwahlrecht für den NHL Entry Draft 2009 im Tausch für den Finnen Jussi Jokinen an die Tampa Bay Lightning abgaben.
Im Sommer 2009 bekam Melichar keinen neuen NHL-Vertrag und kehrte daher in seine Heimat zu seinem Stammverein zurück, für den er in der Extraliga spielte. Im Juli 2010 erhielt er einen Probevertrag beim HC Lev Poprad aus der Kontinentalen Hockey-Liga. Da dieser den Spielbetrieb nicht aufnahm, war Melichar zunächst vereinslos. Am 10. August 2010 bekam er einen Einjahresvertrag beim Linköpings HC, wurde aber bis Mitte Oktober 2010 an den HC České Budějovice ausgeliehen. Für Linköping absolvierte er 48 Spiele in der Elitserien, ehe er im Juli 2011 vom HC Pardubice unter Vertrag genommen wurde. Mitte August des gleichen Jahres beendete er seine Karriere aus familiären Gründen.

### International
Melichar nahm mit Tschechien an der U18-Europameisterschaft 1997 teil. Von 2003 bis 2010 absolvierte er zudem einige Länderspiele für die tschechische Herrenauswahl.